# Гессен, Владимир Матвеевич
Влади́мир Матве́евич Ге́ссен (в разных документах указывается как Во́льф Шму́левич, Вольф (Владимир) Самуи́лович и Вольф Му́нишевич; 11 [23] апреля 1868, Одесса — 14 января 1920, Иваново-Вознесенск) — российский государственный и политический деятель, юрист и либеральный публицист. Депутат II Государственной думы.

## Биография

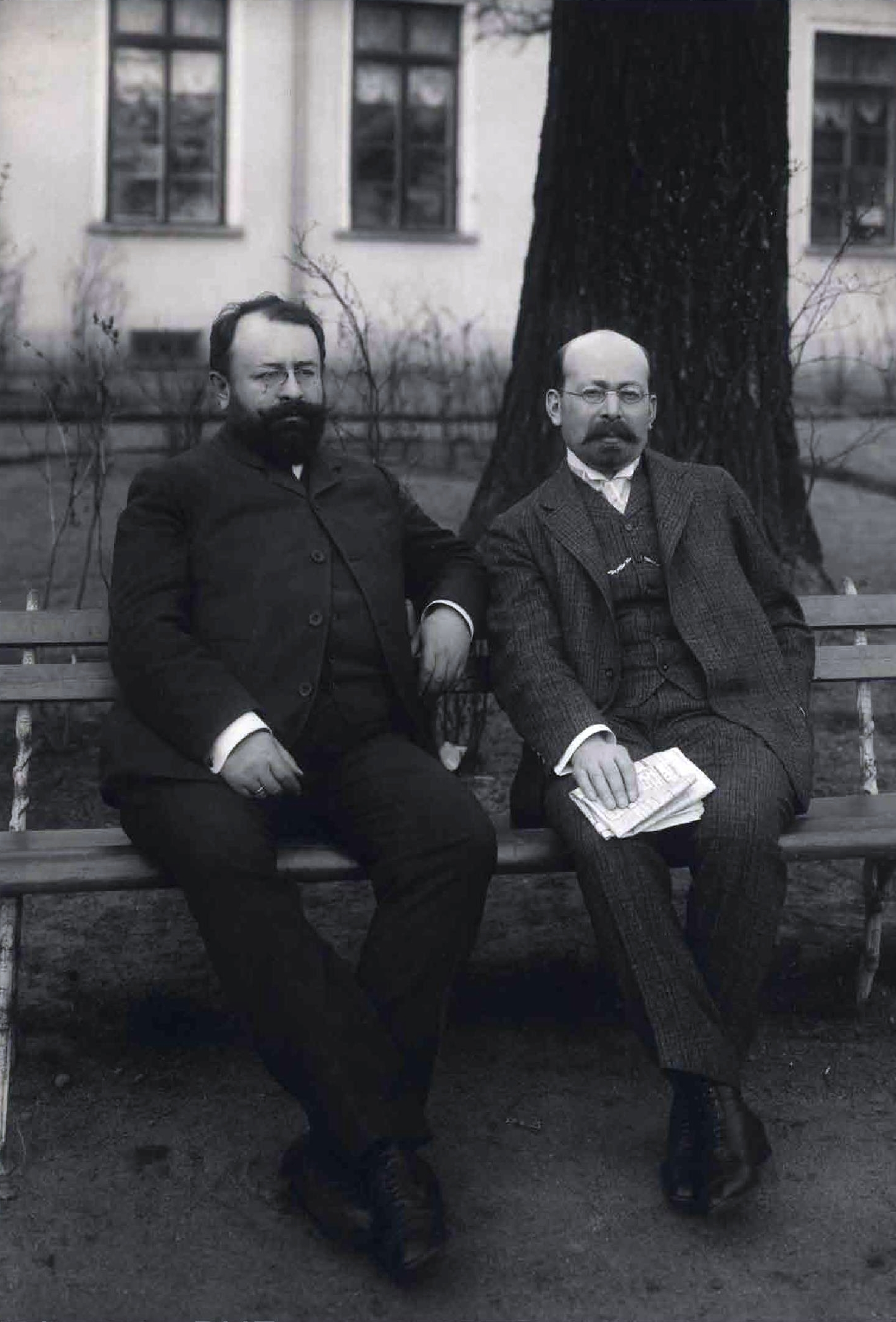
Члены II Государственной думы В. М. Гессен и И. В. Гессен

Родился 11 (23) апреля 1868 года, в семье маякского мещанина Шмуля-Муниша Берковича (Муниша Борисовича) Гессена (при рождении Шмуль-Манус Беркович Гесин, в разных документах имя также указывается как Муниш Борисович, Монаш Беркович и Михаил Беришевич; 10 сентября 1841, Херсон — после 1894), занимавшегося хлебной торговлей; отец впоследствии стал маякским купцом второй гильдии, с 29 января 1894 года переведён из маякских в елисаветградские 2-й гильдии купцы (с конца 1880-х годов он жил в Елисаветграде); мать — Марьем Гессен. Дед — одесский купеческий сын Берка Манусович Гесин. Троюродный брат юриста И. В. Гессена и историка Ю. И. Гессена.
Вырос в Николаеве, где жила семья (6 июня 1874 года отец, к тому времени николаевский купец Муниш Борисович Гессен, приобрёл дом в Московской части Николаева). Выпускник Николаевской Александровской гимназии. В 1891 году окончил юридический факультет Императорского Новороссийского университета в Одессе (1887—1891), учился в Германии.
В 1896 году был принят на работу в Императорский Санкт-Петербургский университет, где состоял приват-доцентом по кафедре полицейского права. Также преподавал историю русского права в Александровском лицее, гимназии Л. С. Таганцевой и Санкт-Петербургских высших женских курсах, в Александровской военно-юридической академии, был доцентом государственного права в Политехническом институте, сотрудником Императорского Александровского музея, участвовал в работе Союза взаимопомощи русских писателей, в редакции газеты «Право» и журнала «Трудовая помощь», Юридическом обществе при Императорском Санкт-Петербургском университете, педагогической конференции Общества для распространения коммерческих знаний; товарищ пресдедателя администрации отделения Юридического общества. Жил на Пушкинской улице, № 10, владел лесным участком в Сосновке, № 1—3.

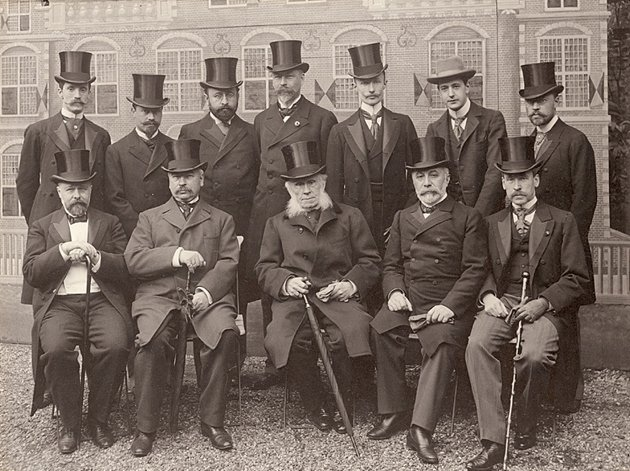
Российская делегация на Гаагской конференции 1899 года. В. М. Гессен стоит третьим слева

В 1899 году В. М. Гессен в качестве делегата Министерства юстиции России принял участие в работе международной конференции в Гааге.
После революции 1905 года состоял в Конституционно-демократической партии. Избирался в Государственную Думу II созыва. Принимал активное участие в разработке ряда законопроектов, направленных к обеспечению основных гражданских свобод.
В 1909 году в Санкт-Петербургском университете В. М. Гессен защитил диссертацию кандидата прав с тезисом «Подданство, его установление и прекращение», а в 1916 году в Московском университете докторскую диссертацию — «Основы конституционного права».
Был чиновником Министерства иностранных дел. С 1919 года преподавал в Иваново-Вознесенском политехническом институте.

## Семья
- Брат — юрист, издатель и переводчик Яков Матвеевич (Шмулевич) Гессен (18 августа 1869—1942)[16], был женат на своей троюродной сестре Сабине Сауловне Гессен (родной сестре И. В. Гессена); племянник — пушкинист Сергей Яковлевич Гессен.
- Братья — Моисей Мунишевич Гессен, жил в Санкт-Петербурге; Лейб Мунишович (Лев Мунишевич) Гессен (25 декабря 1879, Николаев — ?), Шапса (Севастиан) Мунишович Гессен (3 марта 1886, Николаев — ?)[17].
- От второго брака отца — брат Борис Михайлович Гессен, историк науки[6]; сестра Евгения Монашевна (Михайловна) Гессен (6 октября 1890, Елисаветград — ?)[18]; брат Леонид Мунишевич Гессен (4 октября 1892, Кишинёв — ?), учился на математическом отделении в Московском университете; сестра Мария Михайловна Гессен.
- Жена (брак заключён в Одессе 15 мая 1895 года) — Елизавета Натановна (Николаевна) Гессен (в девичестве Бернштейн, 1872—?), дочь доктора медицины Н. О. Бернштейна[19][20] (сестра математика С. Н. Бернштейна и психиатра А. Н. Бернштейна).
  - Сын — поэт Алексей Владимирович Гессен (1900—1925), печатался в журнале «Русская мысль», газетах «Возрождение» и «Руль».

## Основные идеи
Владимир Матвеевич Гессен был одним из издателей либерального еженедельника «Право» (1898) и редакторов «Вестника Права». В то время, он — один из самых популярных и влиятельных научных публицистов в России.
Гессен придерживался концепции естественного права и выступал за создание представительной демократии с системой сдержек и противовесов и принципами верховенства закона и правового государства. Он сыграл важную роль в распространении идеи конституционной, представительной формы правления в Российской Империи — конституционной монархии.